# GM대우 토스카
GM대우 토스카(GM Daewoo Tosca)는 대한민국의 종합 자동차 회사인 GM대우가 만든 전륜구동 방식의 중형차이다.

## 2세대(V250)

### 토스카(2006년1월~2008년1월)

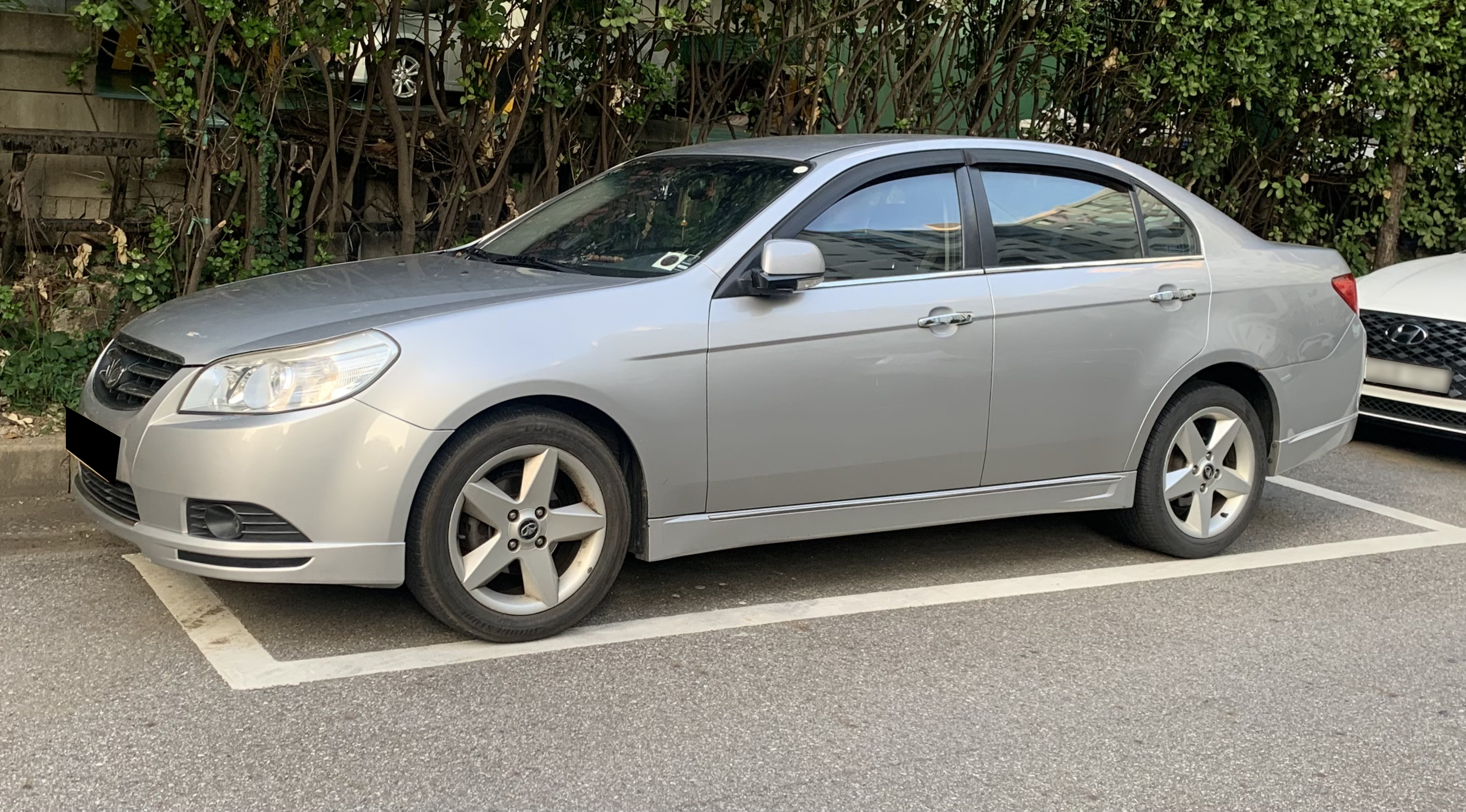
GM대우 토스카 (전기형) 정측면

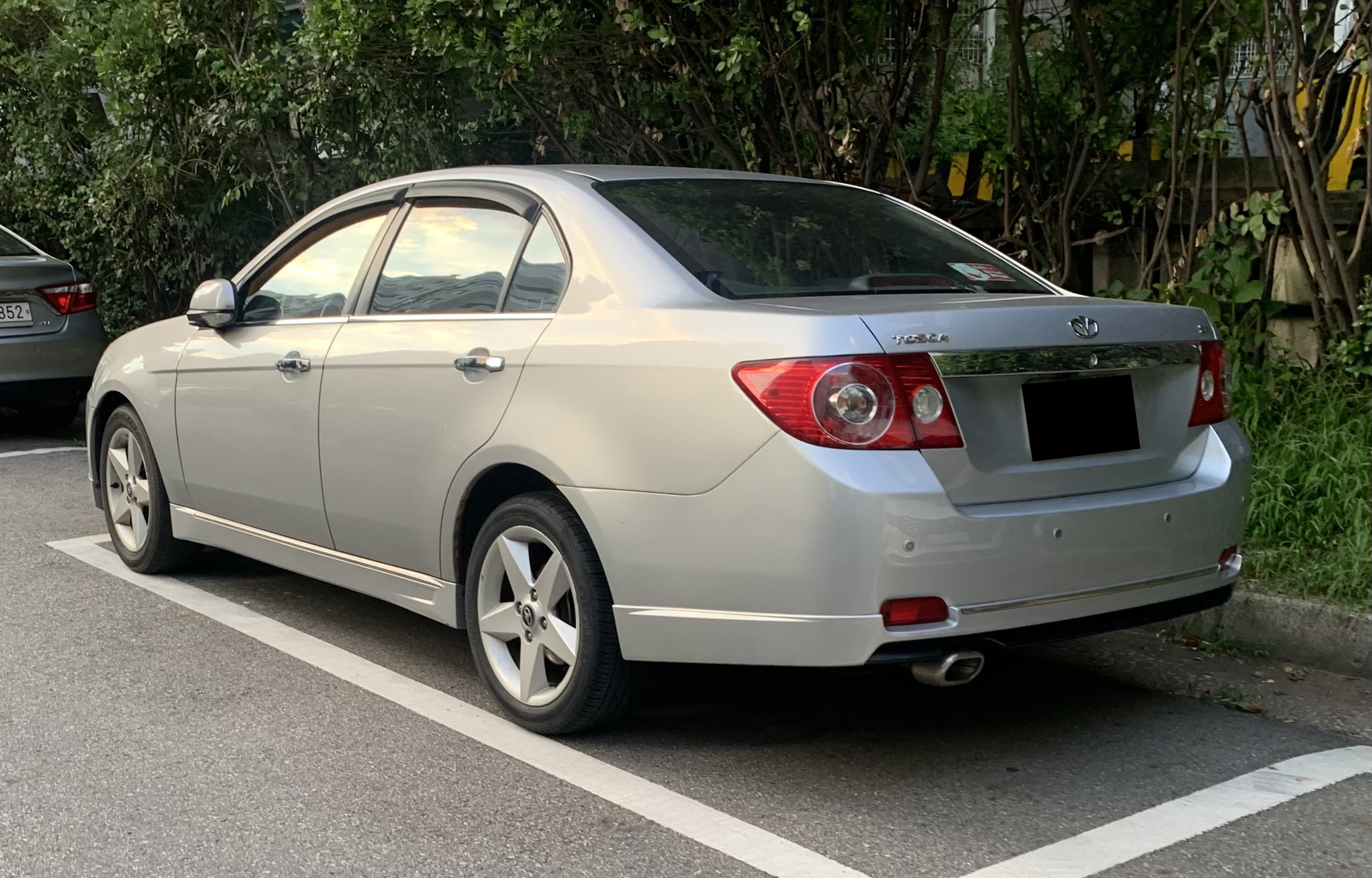
GM대우 토스카 (전기형) 후측면

매그너스의 풀 스킨 체인지 차종으로, 2005년 12월부터 생산되어 2006년 1월 18일부터 대한민국에서 판매가 시작되었다. 개발명은 V250으로, 이전 차종인 매그너스의 개발명인 V200의 마이너 체인지 계획에 의하여 개발되었음을 알 수 있다. 개발 초기에는 매그너스처럼 북미 등의 지역에 스즈키로 배지 엔지니어링하여 판매할 예정이었으나, 출시 이후에는 없는 일이 되었다. 대한민국산 중형차 최초로 가로배치 직렬 6기통 엔진을 적용했고, 2.0/2.5 모두 5단 자동변속기를 장착했다. 출시 당시에는 직렬 6기통 2.0ℓ 가솔린 엔진과 직렬 6기통 2.5ℓ 가솔린 엔진이 장착되었으나, 이후 직렬 6기통 2.0ℓ LPG 엔진과 직렬 4기통 1.8ℓ 가솔린 엔진, 직렬 4기통 2.0ℓ 디젤 엔진 등이 더해졌다. 디젤 모델은 올 블랙 허니콤 라디에이터 그릴을 적용했고, 자동변속기만 나왔다. 1.8ℓ 가솔린 엔진과 2.0ℓ 가솔린 엔진 및 2.0ℓ LPG 엔진에 5단 수동변속기가 기본 사양이고, 1.8ℓ 가솔린 엔진과 2.0ℓ LPG 엔진에는 4단 자동변속기가 선택 사양이다. 5단 자동변속기는 2.0ℓ 가솔린 엔진의 선택 사양으로, 이는 대한민국산 2.0ℓ 가솔린 엔진이 얹혀진 중형차로는 최초이다. 대한민국 이외의 국가에서는 매그너스의 뒤를 이어 2006년부터 유럽을 중심으로 쉐보레 에피카라는 이름으로 판매되고 있다. GM대우의 공식 발표에 따르면 차명인 토스카(Tosca)는 'Tomorrow Standard Car'를 의미하나, 자코모 푸치니의 유명한 오페라 토스카에서 이름을 차용했다는 설도 있다.

### 토스카 프리미엄 6(2008년1월~2011년11월)

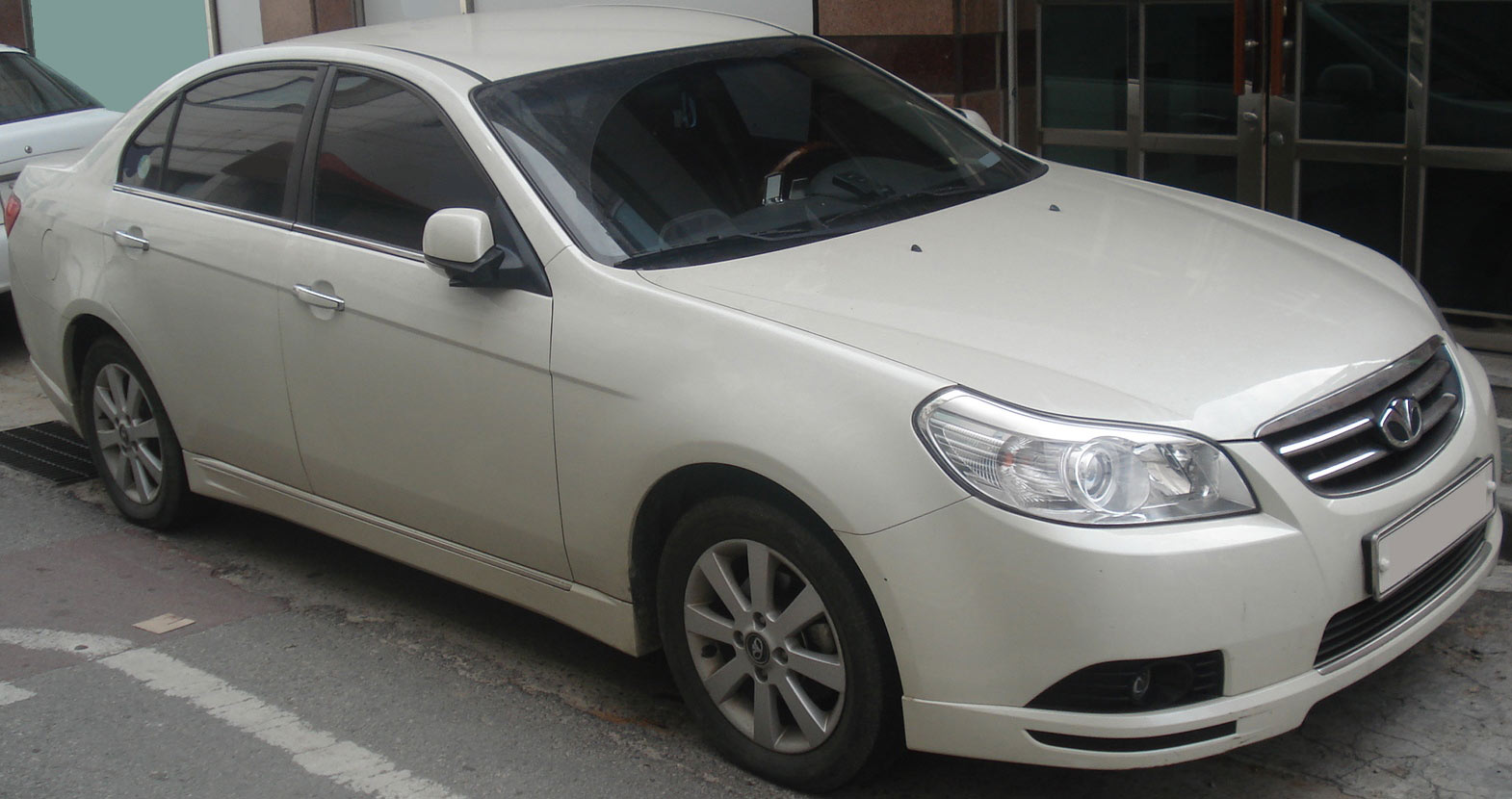
GM대우 토스카 프리미엄 6 (전기형) 정측면

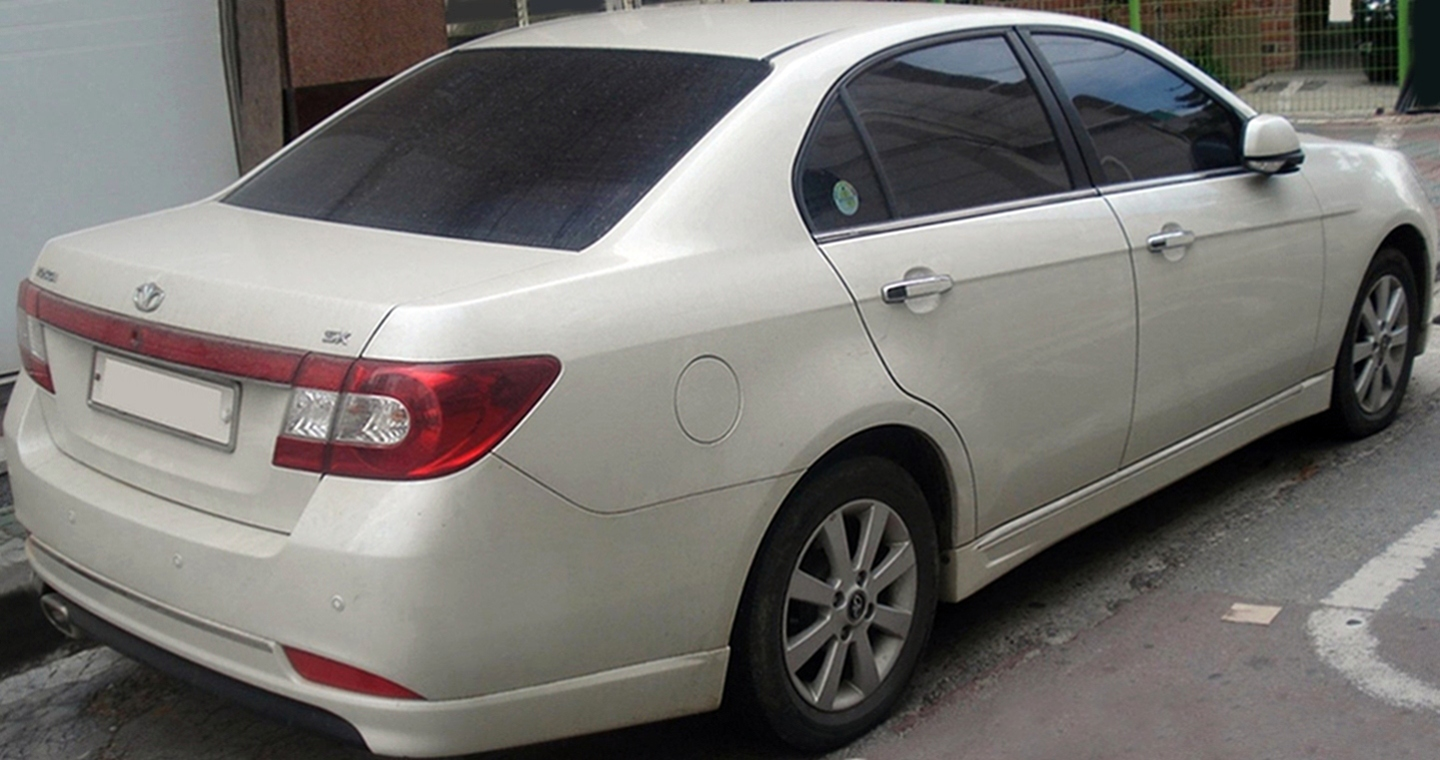
GM대우 토스카 프리미엄 6 (전기형) 후측면

2008년 1월 24일에 1.8ℓ 가솔린 엔진과 2.0ℓ LPG 엔진을 제외한 모든 엔진에 6단 자동변속기가 조합되며, 프리미엄 6라는 서브 네임이 더해졌다. 2009년형 이후로 2.0ℓ LPG 엔진에도 6단 자동변속기가 적용되었다. 1.8ℓ 가솔린 엔진은 라세티 프리미어의 1.8ℓ 가솔린 엔진 탑재와 동시에 단종되었다. 2009년 11월 16일에는 가죽 시트와 도어 트림에 블랙 계열의 투톤 컬러와 무광 블랙의 센터페시아, 전 좌석 열선 내장 시트 등이 적용된 익스클루시브가 라인업을 추가되었다. 2010년 12월에 생산이 중단되었고 이듬해 2011년 11월에 판매가 개시된 쉐보레 말리부(8세대)가 토스카의 빈자리를 대체하였다. 그리고 남아 있던 영업용 차량들은 2013년 12월까지 판매되었다.

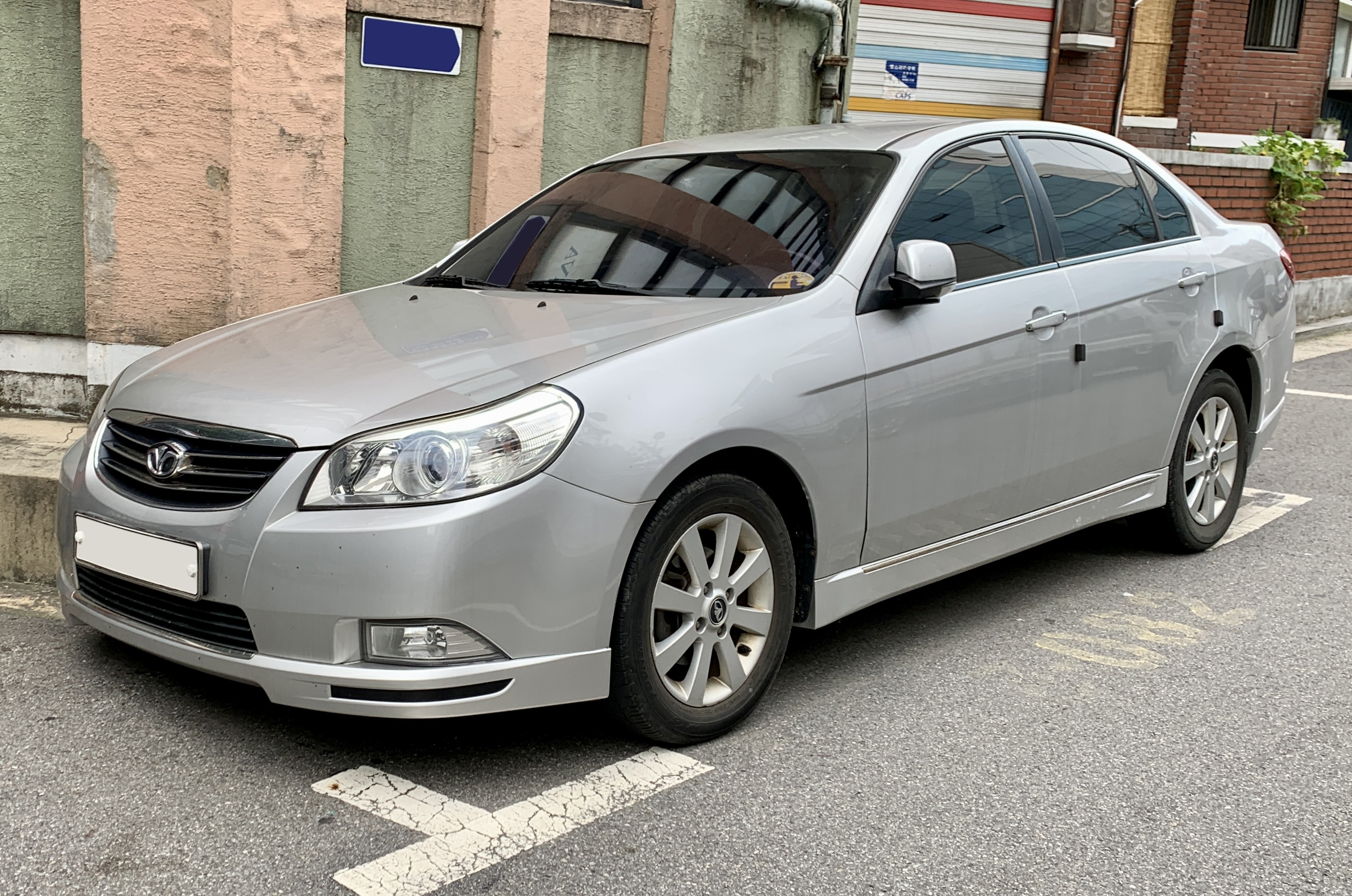
GM대우 토스카 프리미엄 6 (후기형) 정측면
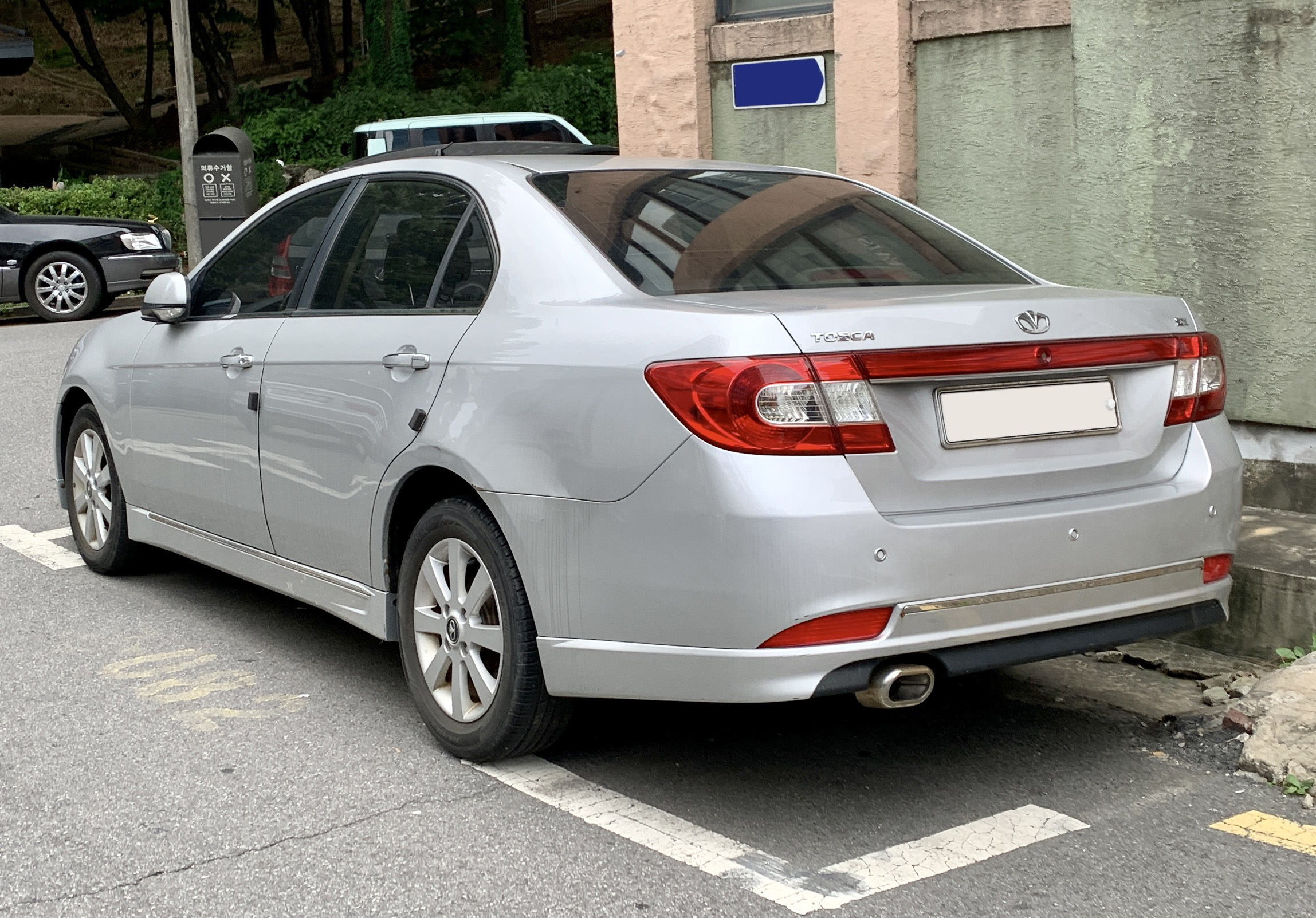
GM대우 토스카 프리미엄 6 (후기형) 후측면

## 제원
- 전장(mm) : 4,805(2006년~2008년)/4,795(2008년~2010년)
- 전폭(mm) : 1,810
- 전고(mm) : 1,450
- 축거(mm) : 2,700
- 윤거(전, mm) : 1,550
- 윤거(후, mm) : 1,545
- 승차정원 : 5명
- 변속기 : 수동 5단/자동 4단/자동 5단/자동 6단
- 서스펜션(전/후) : 맥퍼슨 스트럿/멀티 링크
- 구동형식 : 전륜 구동

| 구분               | 1.8 I4 E-TEC Ⅱ                   | 2.0 L6 XK                                     | 2.5 L6 XK                 | 2.0 L6 XK LPG                               | 2.0 I4 VCDi               |
| ------------------ | -------------------------------- | --------------------------------------------- | ------------------------- | ------------------------------------------- | ------------------------- |
| 엔진 형식          | F18D3                            | X20D1                                         | X25D1                     | LX20D1                                      | Z20S                      |
| 연료               | 가솔린                           | 가솔린                                        | 가솔린                    | LPG                                         | 디젤                      |
| 배기량(cc)         | 1,796                            | 1,993                                         | 2,492                     | 1,993                                       | 1,991                     |
| 최고출력(ps/rpm)   | 119/5,400                        | 144/6,300                                     | 157/5,800                 | 137/6,300                                   | 150/4,000                 |
| 최대토크(kg*m/rpm) | 16.9/4,600                       | 19.2/4,600                                    | 24.0/4,000                | 19.5/4,600                                  | 32.7/2,000                |
| 공차중량(kg)       | 1,400(수동 5단)/ 1,420(자동 4단) | 1,450(수동 5단)/ 1,475(자동 5단, 자동 6단)    | 1,495(자동 5단, 자동 6단) | 1,450(수동 5단)/ 1,475(자동 4단, 자동 6단)  | 1,545(자동 5단, 자동 6단) |
| 연비(km/l)         | 12.9(수동 5단)/ 11.2(자동 4단)   | 12.8(수동 5단)/ 10.8(자동 5단)/10.9(자동 6단) | 10.3(자동 5단, 자동 6단)  | 10.1(수동 5단)/ 8.6(자동 4단)/8.7(자동 6단) | 13.0(자동 5단, 자동 6단)  |

## 역대 슬로건

### 2세대(V250)
- Tomorrow Standard (토스카)
- 진보를 향한 열정 (토스카 프리미엄 6)
- URBAN EGOIST (토스카 프리미엄 6)
- My Way, My Style (토스카 프리미엄 6)

## 미디어 속의 토스카

### 드라마
- 며느리 전성시대에서는 이복수(김지훈 분)의 차량으로 토스카 L6 2.5 최고급형(폴리 실버) 모델이 등장한다.

### 영화
- 청년경찰에서 산부인과에 주차되어 있는 차로 등장하는데, 잠깐 세워져있는 차이지만 액션씬에서 이 차가 제일 많이 파손된다.
- 은밀하게 위대하게에서 후반부 추격씬에서 출연한다. 박기웅이 회심의 미소를 지우며 간첩들을 믿고 김수현을 태워 도망치는데 쓰여 잠시 동안이지만 임팩트가 컸다.
- 히트맨에서 권상우가 뺐어 탄 차로 등장한다.
- 퀵에서 경찰 형사의 수사용 차량으로 후기형 모델이 등장한다.

### 교양
- 위기탈출 넘버원에서 상황을 재연하거나 실험할 때 전기형과 후기형 모델을 사용했다.